# Gran Erg Occidental
El Gran Erg Occidental (àrab: العرق الغربي الكبير, al-ʿIrq al-Ḡarbī al-Kabīr), també anomenat mar de sorra occidental, al Sàhara algerià, és un immens massís de dunes de 80.000 km² (de dunes de mitja lluna, arribant a gairebé 300 metres d'alçada). És el segon erg més gran al nord d'Algèria, darrere del Gran erg oriental. Aquesta regió de veritable desert rep menys de 250 mm de pluja a l'any. No té poblats humans i no hi ha camins al seu través.

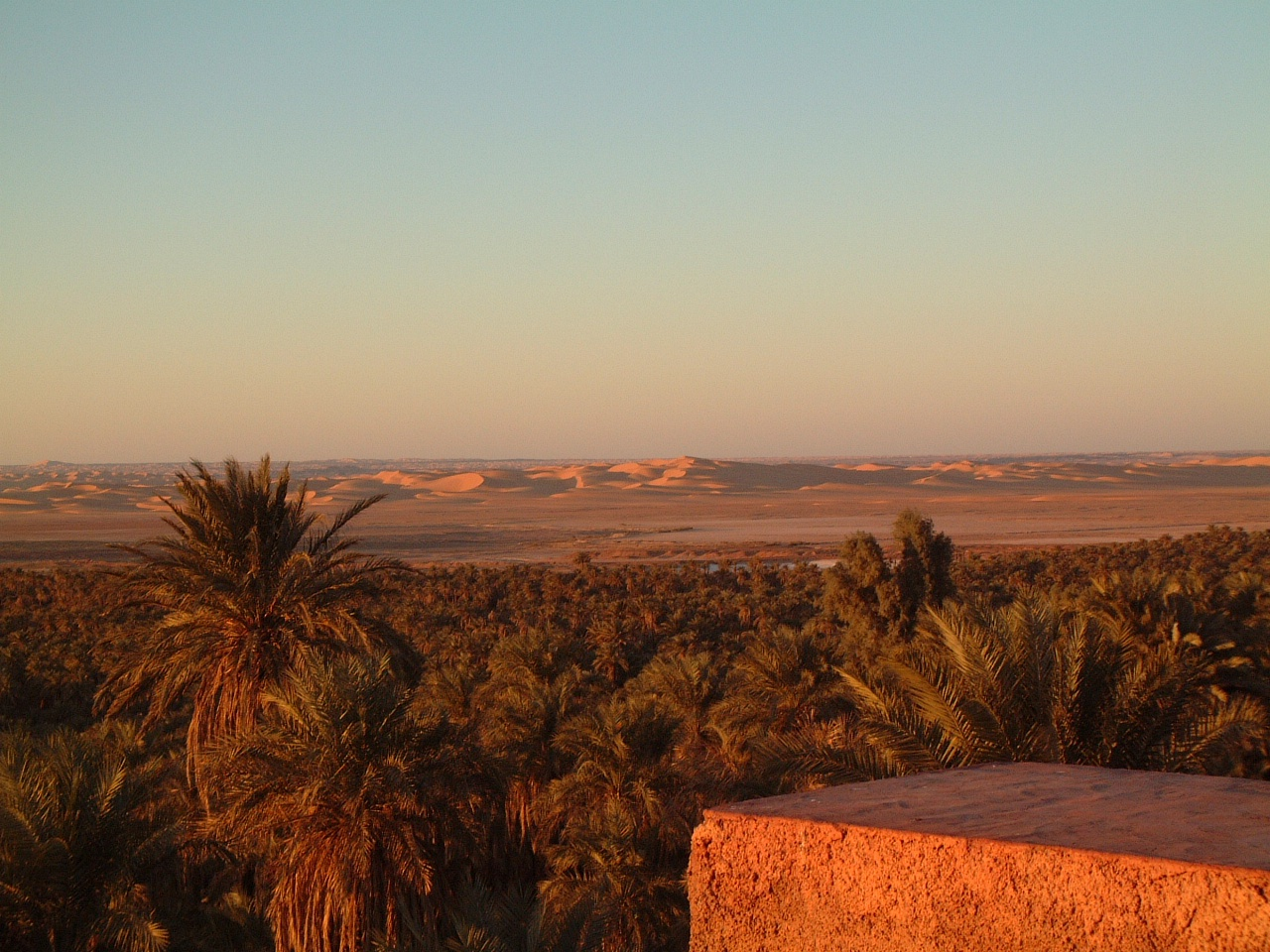
Vista de l'oasi de Timimoun

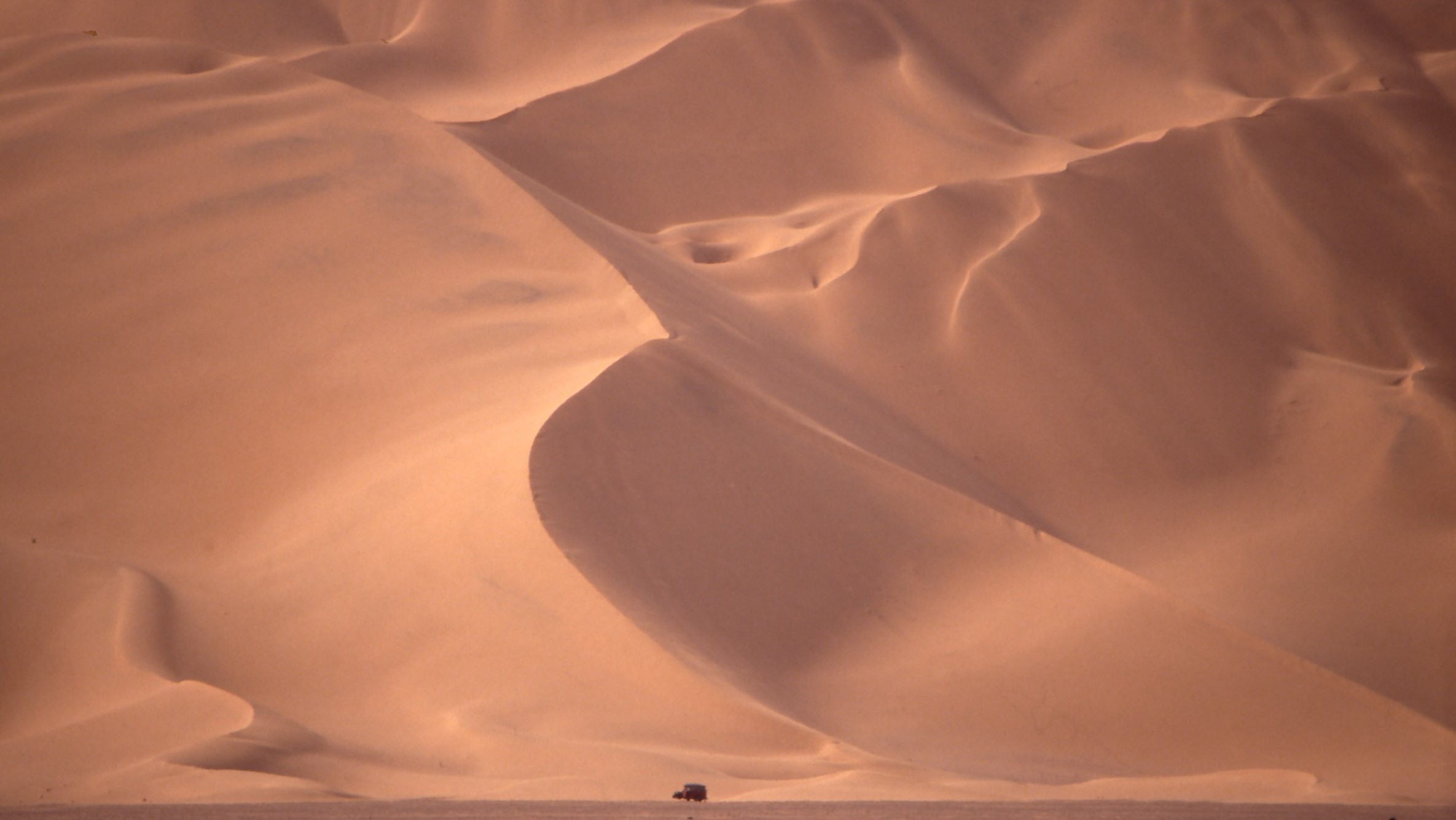
Vehicle davant d'una duna al Gran erg occidental

Limita, al sud i al sud-est, pel vast altiplà del Tademaït; en l'oest, pel oued Saura i l'erg Er Raoui; i, al nord-oest, per les imponents muntanyes de l'Atles saharià. Al nord d'aquesta enorme zona de dunes, es troben els magnífics oasis d'Igli, de Taghit i de Brézina. Al Gran erg estan també Beni Abbès, Guirzim, Kerzaz, Timoudi, els oasis de Gourara a prop de les ciutats de Laghouat, Ghardaïa i Béchar.
Aquesta barrera aparentment insuperable ha estat sempre travessada per les caravanes que enllaçaven entre els oasis disseminats en les ones de sorra. Les principals ciutats —vorejant el Gran erg occidental— són El Meniaa (també conegut com El Goléa), Timimoun (Gourara) i Adrar (Touat).
L'any 2002, el govern d'Algèria va proposar com a lloc per ser declarat com a Patrimoni de la Humanitat per la UNESCO, «Els oasis de foggaras i els ksour del Gran erg occidental».